# Església parroquial del Salvador (Sucaina)
L'església parroquial del Salvador de Sucaina (Alt Millars), és un edifici construït en el segle xvi en estil renaixentista, que va ser ampliat en el segle xviii.

## Descripció
Es tracta d'una església d'una sola nau amb capelles laterals entre contraforts que no destaquen a l'exterior. Està dividida en cinc trams, amb un creuer que destaca en planta. La separació entre la nau i les capelles és a través d'arcs de mig punt recolzats en pilastres. La nau aquesta coberta amb volta de creueria amb terceletes, mentre que les capelles amb voltes de creueria senzilla. El creuer i la capella major cobrixen amb volta de canó amb llunetes; en el centre del creuer una cúpula sobre petxines que no destaca a l'exterior.

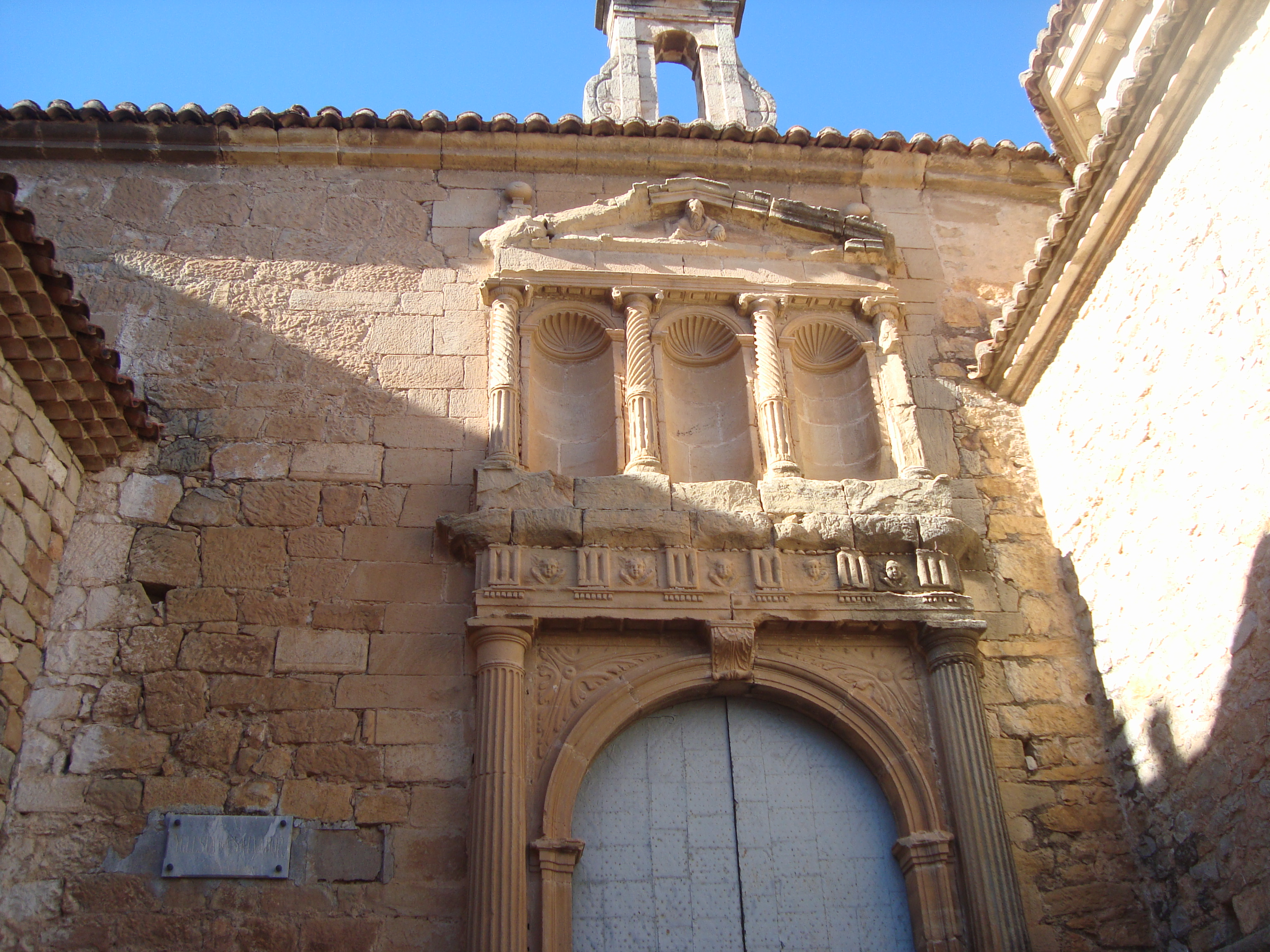
Església parroquial del Salvador de Sucaina

S'il·lumina interiorment a través d'unes petites finestres situades sobre les capelles laterals. A la capçalera s'adossa un cos addicional que forma el trasagrari. Té dos accessos, un situat als peus, i altre en el costat de l'epístola que recau a la plaça on es troben l'ajuntament i la casa abadia. Aquesta portada lateral recorda a la portada de l'església de Vilafamés. És una portada retaule, realitzada en el segle xvi, dividida en dos cossos; en el cos inferior es troba l'arc de mig punt emmarcat per un arquitrau de tríglifs i metopes, que es recolza en dues columnes dòriques amb estries helicoidals en el terç inferior. El cos superior té tres fornícules avenerades separades per columnes jòniques, també amb estries helicoidals en la part superior. Sobre la portada es troba l'espadanya.
En el quart tram del costat de l'epístola es troba la torre-campanar. Té tres cossos de maçoneria i pedres angulars separats per motlures. L'últim cos alberga les campanes. Remata amb un capitell de dos cossos, amb coberta de teula ceràmica blava i blanca. Al costat de la torre, i entre la portada lateral es troba la capella del sagrari amb una petita cúpula sobre tambor octogonal; a l'exterior cobreix amb teula ceràmica amb bicromia.
La fàbrica del temple és de maçoneria i pedres angulars. La portada lateral aquesta realitzada en pedra sorrenca. L'església va ser ampliada en el segle xviii quedant configurada com es troba en l'actualitat.